# Lucien Mérignac
Lucien Mérignac, född 5 oktober 1873 i Paris, död 1 mars 1941, var en fransk fäktare.
Mérignac blev olympisk guldmedaljör i florett vid sommarspelen 1900 i Paris.